# Esclavitud

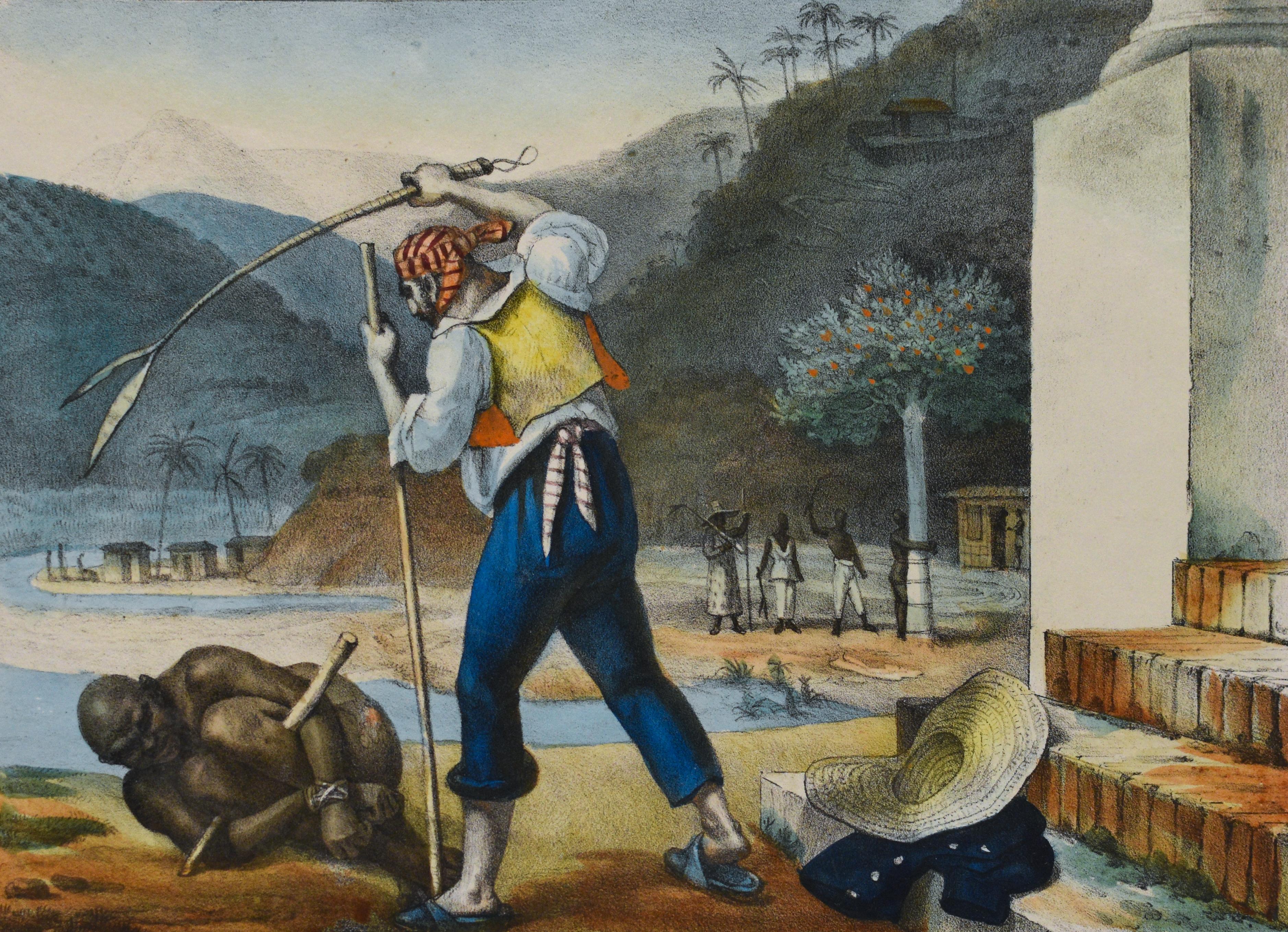
L'esclavitud al Brasil, per Jean-Baptiste Debret (1768-1848)

L'esclavitud, esclavisme o esclavatge (del grec medieval sklábos que al seu torn significa eslau, per ser aquests els esclaus més freqüents quan es va encunyar el terme) és la condició que implica el control d'una o més persones contra la seva voluntat, obligades per la violència o d'altres formes de coacció. L'esclavitud s'ha utilitzat com a força de treball o bé com a mercaderia. La forma d'esclavitud que implica la propietat legal de les persones actualment està prohibida a tots els països del món.

## Definició
En sentit estricte, esclaus són aquells que treballen per algú altre sense cap mena de remuneració i que no tenen cap dret.
La Convenció sobre l'esclavitud promoguda per la Societat de Nacions celebrada el 25 de setembre del 1926 la va descriure com "... l'estatus o condició d'una persona sobre la qual s'exerceixen algun o tots els drets de possessió ... Així s'entén que un esclau és aquell que no pot deixar o abandonar el seu amo, propietari, cap, controlador, ... sense un permís explícit i que serà retornat a aquest si s'extravia o s'escapa. Han de posseir-se o controlar-se de manera informal. El control s'ha de fer complir mitjançant acords oficials o tàcits amb la policia o d'altres autoritats - pels amos que tenen alguna influència amb les autoritats, degut a la seva condició de persones riques o posseïdores de terres."

### Definicions jurídiques

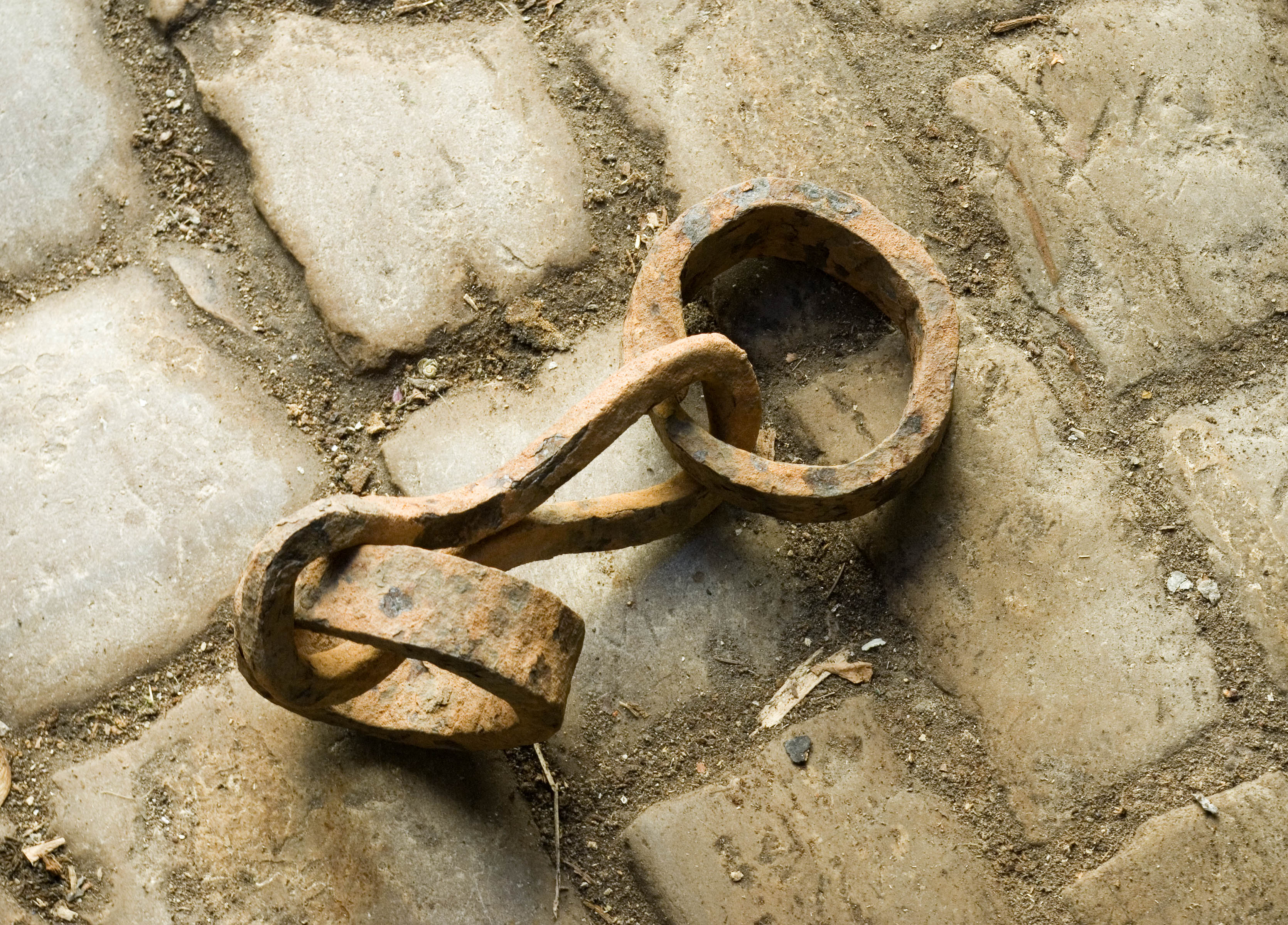
Grillons d'esclau

Hi ha molts textos internacionals que han intentat definir la noció d'esclavatge.
- La convenció relativa a l'esclavatge (1926) de la Societat de Nacions diu, en el seu article primer que "L'esclavitud és l'estat o condició d'un individu sobre el qual s'exerceixen els atributs de dret de propietat".[3]
- L'Organització Internacional del Treball adoptà, el 1930, una definició de treball forçat que el pot relacionar a la noció de l'esclavitud: "El terme treball forçat o obligatori designa tot treball o servei exigit a un individu sota l'amenaça d'una pena qualsevol i per la que aquest individu no s'hi ofereix voluntàriament".[4]

### Usos particulars
- La OIT assimila al treball el Treball infantil.[4]
- La noció d'esclavitud o servitud sovint és utilitzada com argument polític o ideològic: noció anticapitalista d'esclavitud del salari, noció lliberal d'esclavitud fiscal,[5] raonaments de pacifistes i de lliberals (pacifistes o no) que assimilen el servei militar a una forma d'esclavatge, noció d'esclavitud animal.[6]

## Geografia

### Espanya

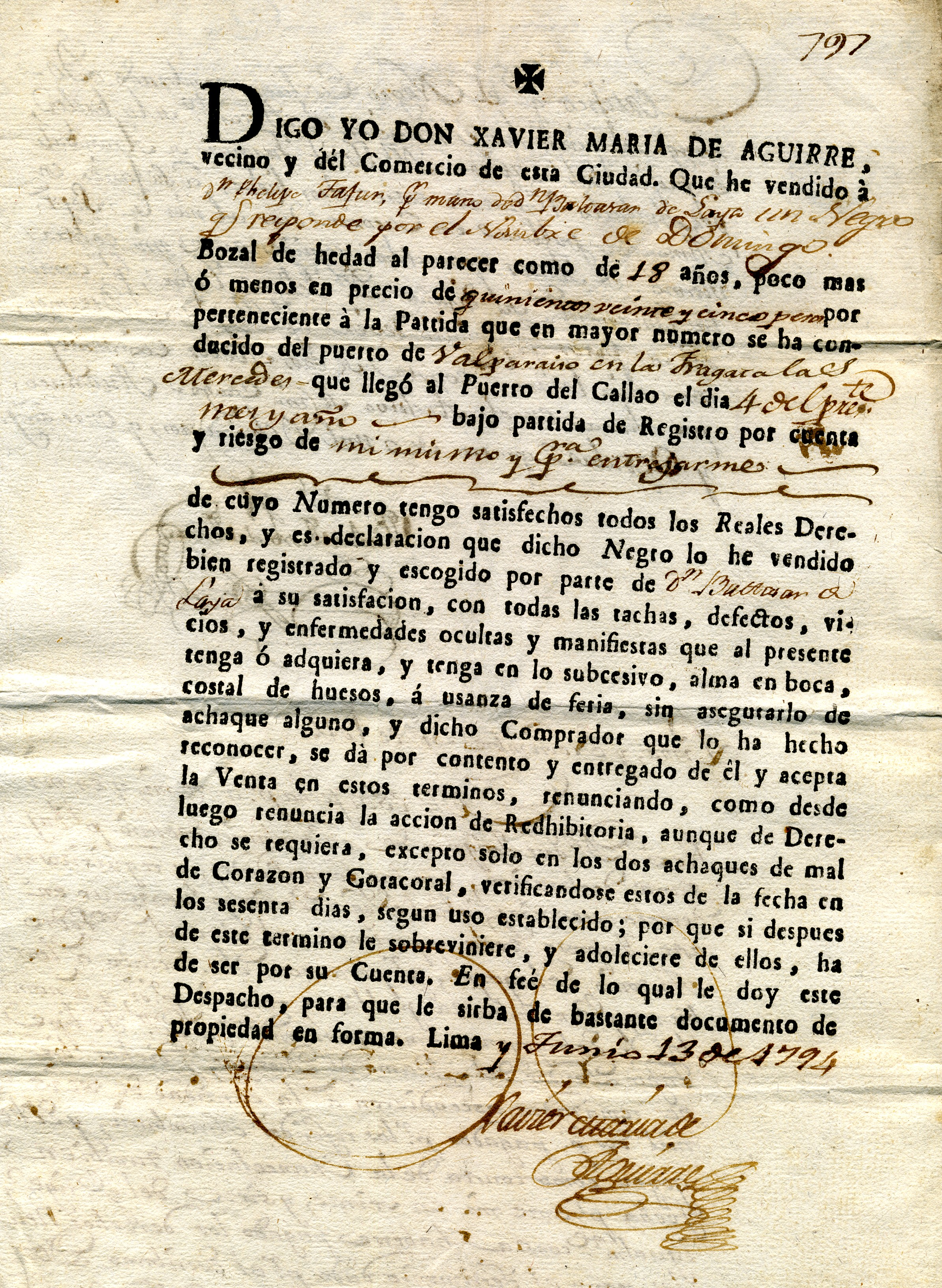
Contracte d'esclavitud al Perú

L'esclavitud a Espanya va ser una pràctica habitual dels diferents regnats de la península Ibèrica durant l'edat mitjana, que es va estendre a l'edat moderna a les possessions espanyoles a Amèrica. L'esclavitud va ser abolida al territori peninsular el 1837, però va continuar a les colònies espanyoles fins a finals del segle xix, a Puerto Rico fins al 1873 i a Cuba fins al 1880. Des de mitjans del segle xv, van començar a arribar als ports de la Baixa Andalusia vaixells carregats d'esclaus, principalment de dues procedències: aborígens de les illes Canàries, a mesura que anaven sent conquerides per Castella; i africans de pell negra capturats o comprats pels portuguesos a Guinea. La demanda més gran d'esclaus era per al treball domèstic: així, dos de cada tres eren dones.
Segons Antonio Domínguez Ortiz i Bernard Vincent, "la esclavitud era un fenómeno frecuente en la España Moderna, si bien limitado en su extensión geográfica, pues sólo en el sur, en la Corte y en algún otro punto aislado como Valencia llegó a tener gran densidad". La immensa majoria dels esclaus eren negres africans i moros del nord d'Àfrica, però també mudèjars i moriscos esclavitzats arran de la Guerra de Granada i les diverses rebel·lions morisques del segle xvi, especialment la de les Alpujarras. El nombre d'aquests últims es va incrementar quan un nombre indeterminat (segurament no gaire elevat) se'n va lliurar voluntàriament com a esclaus per evitar l'expulsió decretada per Felip III el 1609.

### Amèrica

#### Canadà
L'esclavitud al Canadà inclou tant l'esclavitud que es va practicar per les Primeres Nacions en el territori que actualment ocupa el Canadà abans de la colonització europea, com l'esclavitud en l'època colonial que va existir fins que el 1833 fou oficialment abolida.
Alguns esclaus eren descendents d'africans, però la majoria foren amerindis (anomenats popularment com panis, una corrupció de pawnee). A l'actual Canadà l'esclavitud va afectar sobretot a membres de grups aborígens. Mai hi va haver un nombre destacat d'esclaus afroamericans però els nadius del territori van ser sovint esclavitzats pels seus rivals i fins i tot una minoria d'ells foren comprats per administradors colonials fins que el 1833 es va abolir el comerç d'esclaus a l'Imperi Britànic.
Hi va haver un petit nombre d'esclaus africans que foren portats pels europeus a Nova França, Acàdia i posteriorment a l'Amèrica del Nord britànica durant el segle xvii. Aquests provenien de les colònies americanes i no hi va haver vaixells esclavistes que van arribar directament a l'actual Canadà des d'Àfrica. Es considera que a Nova França hi va haver alguns centenars d'esclaus. Aquests foren servents domèstics i treballadors agrícoles. Al Canadà no van existir plantacions a gran escala i per això no calien molts esclaus per a treballar-les com passava a altres zones d'Amèrica, entre Virgínia i el Brasil.
Com que el rol primerenc del Canadà en el comerç trans-atlàntic fou minso, la història de l'esclavitud al Canadà sovint és ofuscada per l'esclavitud que es va practicar en altres parts del continent americà. L'historiador jamaicà-canadenc Afua Cooper va afirmar que l'esclavitud és el "secret més ben guardat del Canadà, tancat en l'armari Nacional".

#### Estats Units

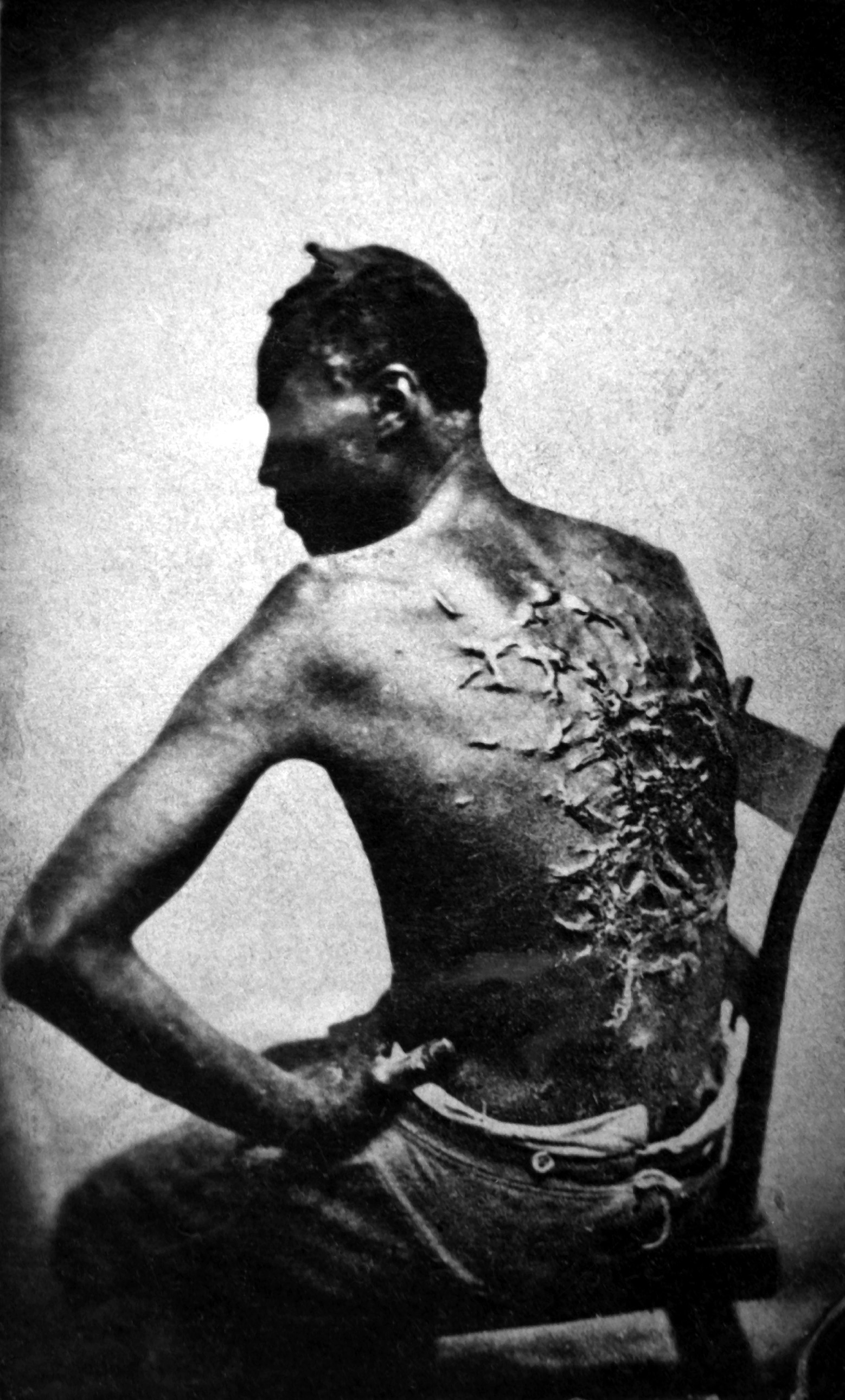
Peter, un esclau de Mississipi, 1863. Les cicatrius són resultat dels assots del seu capatàs. Va estar dos mesos recuperant-se de la pallissa.

L'esclavitud als Estats Units es refereix a la institució legal que va existir als Estats Units d'Amèrica durant els segles xviii i xix. L'esclavitud va ser practicada a l'Amèrica britànica des del principi de l'era colonial, i va ser fermament establerta quan es va signar la Declaració d'Independència dels Estats Units d'Amèrica. Després d'això, va existir una expansió gradual de l'abolicionisme en el Nord, mentre la ràpida expansió de la indústria del cotó des de l'any 1800 va causar al Sud aferrar-se fortament a l'esclavitud, i intentar expandir-la als nous territoris occidentals del país. Així, l'esclavitud va polaritzar la nació en estats esclavistes i estats lliures mitjançant la línia Mason-Dixon, que separava a Maryland (esclavista) i Pennsilvània (lliure).
El fenomen dels esclaus que fugien i buscaven guanyar la llibertat és tan vella com la mateixa institució de l'esclavitud. A la història de l'esclavitud als Estats Units, els esclaus fugitius (fugitive slaves o runaway slaves) eren els esclaus que volien abandonar el seu propietari i viatjaven sense autorització; generalment intentaven arribar a altres estats o territoris en els que l'esclavitud estava prohibida com el Canadà. Moltes lleis esclavistes intentaven controlar el moviment dels esclaus, que havien de portar passaports oficials si viatjaven sense el seu propietari.
En la llei Fugitive Slave Act de 1850 es van augmentar les penes contra els esclaus fugitius i la gent que els ajudava. Això va provocar que els esclaus fugitius intentessin abandonar els Estats Units en direcció a Mèxic o a Canadà. Els defensors de l'esclavitud afirmaven que la majoria dels esclaus preferien continuar amb aquest estatus; tot i això, es considera que un milió i mig de persones van escapar-se per obtenir la llibertat, cosa que representa un de cada cinc dels esclaus estatunidencs. Es creu que aquest nombre no fou superior perquè molts esclaus no sabien cap on anar o què havien de fer per a sobreviure.

## Història
La història de l'esclavitud comença amb l'antiguitat. Els primers escrits en els quals es té constància de la presència d'esclaus en una gran civilització és en Mesopotàmia durant l'època sumèria, si bé molt limitada. En l'antic Egipte un nombre d'esclaus suficient per tenir certa importància social es va donar només en alguns períodes, especialment en l'Imperi Nou. L'origen dels esclaus provenia de les conquestes i no existia una regulació jurídica sobre aquests. Era un altre període també anomenat Cicle de Ceso.

### L'esclavitud al Gènesi
Noè, cultivador de la terra, començà a plantar la vinya. Havent begut vi, s'embriagà i es despullà enmig de la seva tenda. Cam pare Canaan, veié la nuesa del seu pare i ho feu saber als seus germans que eren fora. Tenint la cara tombada, no veieren la nuesa del seu pare. Noè es despertà de la seva embriaguesa i, quan va saber el que havia fet el seu fill més petit, digué:
Malaït sigui Canaan!

Que sigui per als seus germans

esclau dels esclaus. Gn 9,20-27

### L'esclavatge a la Roma i Grècia clàssiques
Alguns filòsofs de l'antiguitat creien que l'esclavitud era natural i necessària; Aristòtil va declarar que tots els bàrbars eren esclaus des del seu naixement. D'acord amb la llei romana "els esclaus no tenien cap representant a l'Estat, no tenien cap nom, no tenien cap títol, ni cap registre; no tenien dret al matrimoni, ni cap protecció contra l'adulteri; podien ser comprats i venuts o regalats com a propietats personals; podien ser torturats, fins i tot, fins a la mort si així ho creia convenient el seu amo".
Els esclaus de les ciutats gregues i romanes, oposadament als dedicats a l'agricultura, tenien algun tipus d'oportunitat de manumissió. A Roma eren considerats una classe social (hi ha autors que els consideren els inicis del proletariat) i l'única propietat que els era permesa era el do de la reproducció. Els esclaus tenien poques esperances de tenir una vida millor i eren posseïts i intercanviats, com a béns, pels homes lliures. Tenien un preu com a "instruments humans", però la seva vida no en tenia i els seus patrons podien matar-los amb total impunitat. Tot i això, hi havia una classe d'homes i dones alliberades, anomenat liberti, en tots els períodes de la societat romana. Aquests homes i dones alliberats eren famosos per a donar exemple i esperança a la resta, però tenien alguns drets menys que els homes nascuts lliures. Encara que esdevinguessin homes rics i poderosos, seguien sent considerats vulgars. Els fills d'aquests homes i dones alliberades eren completament lliures i amb ple dret.

### L'esclavatge a l'edat mitjana
Després de la caiguda de l'Imperi romà i la seva fragmentació en estats gots els esclaus es feudalitzen, és a dir resten units al territori controlat pel senyor feudal. Són els anomenats serfs de la gleba.
El 1444 es va obrir a Lagos, a la costa de l'Algarve el primer mercat d'esclaus d'Europa de resultes d'una expedició de sis caravel·les cap a Guinea, que no va arribar al seu objectiu però que pel camí va capturar nombrosos negres. El 18 de juny de 1452, el Papa Nicolau V va publicar la butlla que Dum diversas que autoritzava el comerç d'esclaus a l'Àfrica Occidental. i autoritzava als portuguesos a conquerir els sarraïns i els pagans i a consignar-los a l'esclavitud. El Papa Calixt III va reiterà la butlla el 1456.

### L'esclavitud a l'edat moderna
L'esclavatge va ser un element imprescindible en l'explotació de l'Amèrica colonial. Les societats esclavistes foren un conjunt social de persones que tenien com a objecte la compra i venda de persones. El continent amèrica va quedar relativament despoblat per les epidèmies portades pels europeus. Portuguesos, espanyols, francesos i anglesos van aprofitar el tràfic d'esclaus africans que ja existia per portar milers de treballadors forçats a les colònies. Allà eren intercanviats per productes colonials que eren portats als països europeus. Els esclaus que eren capaços de suportar les condicions dels vaixells en els quals eren transportats, un cop a Amèrica, eren posats a treballar a les plantacions de productes colonials sota unes condicions inhumanes.

### L'esclavitud a l'edat contemporània
Fou precisament entre els segles XVIII i xix quan començaren a sorgir els moviments abolicionistes als països de cultura occidental. Personatges com el diputat anglès William Wilberforce o l'escriptora estatunidenca Harriet Beecher Stowe van encapçalar autèntics moviments socials de masses o esdevingueren potents generadors d'opinió que clamaren per l'abolició del règim d'esclavatge sobre els altres éssers humans.
L'esclavatge va ser prohibit el 1833 al Regne Unit, el 1865 als Estats Units d'Amèrica i el 1880 a Espanya.

### L'esclavitud en l'actualitat
El 2012 hi ha més població humana esclava que a qualsevol altre moment de la història de la humanitat. Una estimació feta el 2014 repetí l'afirmació, detallant que la població esclava està ocupada principalment a les indústries de la xocolata, el cafè, la roba i el sexe.
L'esclavitud és considerada avui en dia il·legal a tots els països del món i és una activitat criminal condemnada per les convencions de les Nacions Unides. Malgrat això, en alguns països com Myanmar i Sudan encara existeix, així com l'explotació infantil, que inclou la prostitució infantil i l'explotació de la mà d'obra infantil també existeixen en algunes regions de l'Àsia de l'Est, l'Àfrica i l'Europa de l'Est. Aquestes persones podrien ser considerades esclaves, ja que no tenen dret a queixar-se ni a abandonar aquesta situació perquè podria perillar la seva integritat física. El tràfic de persones consisteix a transportar i vendre persones per a l'esclavitud, especialment sexual.
L'Estat Islàmic es dedica entre d'altres a l'esclavatge sexual.

## Formes d'esdevenir esclau

### Una condició hereditària
La transmissió hereditària de l'estatus d'esclau és recurrent durant tota la història. Les modalitats i el grau de formalització de les regles de la transmissió de la condició d'esclau són variables. Durant l'època romana clàssica, l'estatus s'hereta de la mare i no hi ha atenció sobre la condició del pare. Als Estats Units la legislació és no és immòbil en el temps i hi ha diferències en els diversos estats, però la transmissió de la condició d'esclau per via materna és més dominant. Els primers textos que en parlen són l'estatut de Maryland de 1664 i el codi de Virgínia de 1705. Normalment la llei va respondre, en els rars casos d'unions entre dones lliures i homes esclaus, imposant als infants l'obligació de servir el senyor del seu pare, per tota la vida o per un temps determinat.
Al califat d'Úmar ibn al-Khattab, a la segona meitat del segle vii, la legislació islàmica diu que un infant d'una dona esclava és lliure si el propietari és el seu pare i la mare d'aquest és alliberada quan mor l'amo. La legislació islàmica és continuista de les legislacions mesopotàmiques, que en són la font: un pare lliure i vidu que s'esposa amb una esclava pot fer del seu infant el seu hereu si l'adopta expressament. La descendèncs d'una mare lliure i d'un esclau és automàticament lliure.

### La decisió judicial
El codi d'Hammurabi menciona sancions jurídiques que condueixen a l'esclavatge com, per exemple, el repudi dels pares a un nen adoptat. A l'època de la República Romana, algunes infraccions estaven castigades amb la pèrdua de drets cívics: els desertors i els ciutadans que han robat als cens poden ésser venuts com esclaus per un magistrat, tot i que fora de Roma. Durant l'Imperi Romà sovint es condemnava a les mines. Als Estats Units, els negres lliures podien ésser condemnats a l'esclavitud per un conjunt d'infraccions jurídiques: acollir a un esclau fugitiu, restar en certs estats com Virgínia un any després de la seva emancipació.

### Els abandonaments d'infants
Històricament, l'esclavitud afecta les poblacions més fràgils, i en primer lloc als nens. La sort d'un infant abandonat el conduïa sovint a l'esclavatge a Mesopotàmia i després a l'antiga Grècia i Roma. En aquestes dues últimes civilitzacions clàssiques, el dret d'exposition autoritza l'abandonament d'un infant, sobretot davant un edifici públic, com un temple. L'infant normalment és sotmès a l'arbitrarietat del seu "benefactor" i rarament escapava a l'esclavatge.
A més a més, un infant també podia ser venut. S'han trobat contractes de la venda d'infants ja des de la tercera dinastia d'Ur, cosa que indica que aquesta pràctica ja es feia a les civilitzacions mesopotàmiques.

### La servitud per deutes
La servitud per deutes és un procediment, a vegades jurídic, que consisteix en l'abandonament de les possessions d'una persona en favor del seu creditor. Fou molt freqüent entre els pagesos pobres atenencs, fins al punt que Soló ho va prohibir al segle vi aC. També va ser una de les formes persistents de l'esclavatge en èpoques més modernes.

### Guerra i ràtzies
Els presoners de guerra, tot sovint al curs de la història, han acabant esdevenint esclaus. Ho testimonia l'aflux d'esclaus a Roma després de moltes campanyes militars victorioses, com La destrucció de Cartago que al 146 aC ocasiona la reducció en esclavatge de 200.000 presoners o la guerra de les Gàl·lies provocà la deportació d'un milió de persones. o el manteniment de l'esclavatge a la península Ibèrica durant les lluites entre àrabs i cristians entre els segles VIII i XV. En l'actualitat, el Conflicte de Darfur és un exemple entre els lligams entre l'esclavitud i els conflictes armats.
Les ràtzies, practicades pels pirates o en nom d'una entitat política, són un altre mitjà d'aprovisionament d'esclaus. Durant la Roma clàssica, la pirateria mediterrània va alimentar un comerç especialitzat que tenia ports com l'Illa de Delos. La pirateria dels barbarescos resta activa al Mediterrani fins al segle xix.

## Comerç negrer

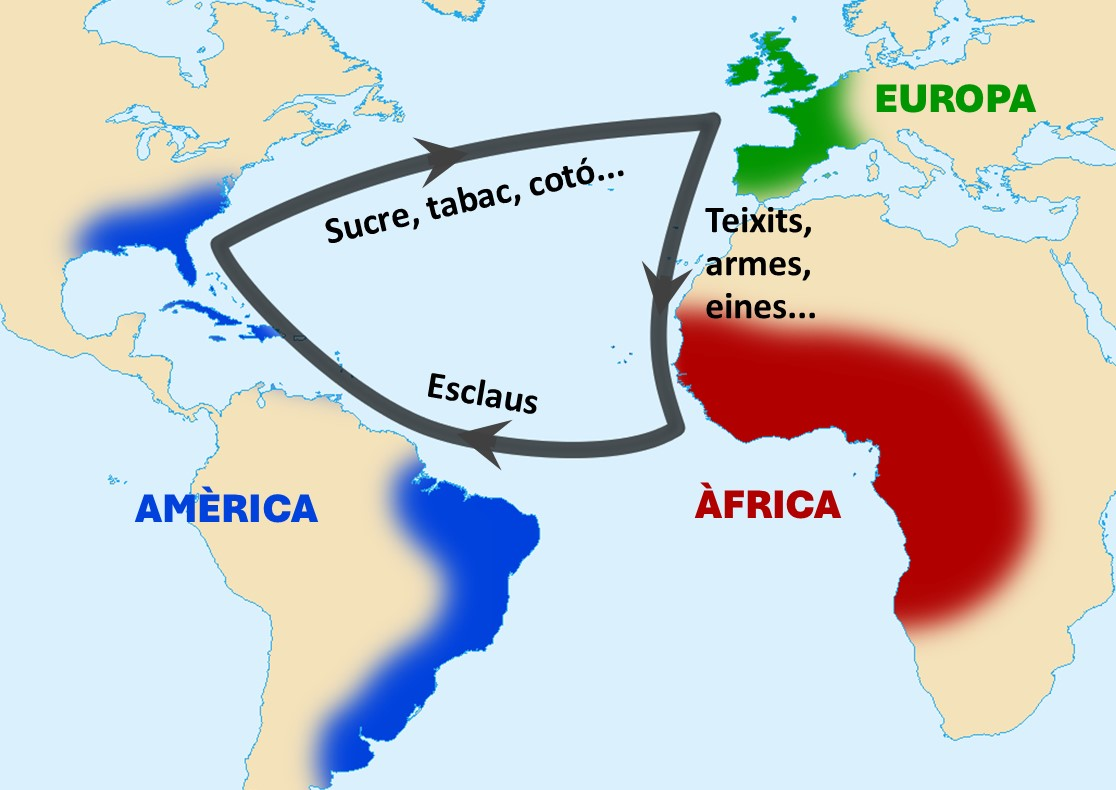
El comerç triangular va servir els interessos econòmics de les colònies americanes i va ser la base del sistema de producció de les plantacions així com del creixement preindustrial a Europa. Es tracta de la ruta que feien els vaixells entre l'Anglaterra, Portugal, Espanya i França cap al Carib, provinents de la costa occidental africana.

Amb l'arribada i conquesta d'Amèrica, pels europeus, es van traçar plans d'expansió que exigien mà d'obra barata. Al principi es va esclavitzar als pobles indígenes americans però la legislació espanyola es va plantejar molt aviat la sol·licitud de l'esmentada pràctica (gràcies als escrits de Bartolomé de las Casas i de l'Escola de Salamanca), i va fer que s'importessin, talment com qui mercadeja amb altres tipus de béns, persones esclavitzades d'Àfrica, que a més tenien major resistència física i a les malalties, especialment les tropicals, i d'aquesta manera començà un comerç a gran escala d'esclaus africans: el comerç negrer  o Maafa. L'anomenat comerç triangular era una ruta comercial transatlàntica que connectava els principals ports europeus, la zona africana de la Guinea i les Amèriques. Ala Guinea els mercaders europeus intercanviaven manufactures per esclaus, que a les Amèriques eren venuts per productes colonials (sucre, tabac, cacau…), els quals eren portats de nou a Europa. Els esclaus venuts a Amèrica servien per augmentar la producció dels productes que es portaven cap a Europa, de manera que el triangle es retroalimentava.
Cap al segle xvii hi va haver un gran increment en el nombre d'esclaus a causa de la seva importància com a mà d'obra, en les explotacions agrícoles de gran extensió (sistema de plantacions) en Amèrica del Nord, del Sud i, principalment, en el Carib. Segons l'historiador britànic Eric Hobsbawm la xifra d'esclaus africans transportats a Amèrica seria d'un milió en el segle xvi, de tres milions en el xvii i arribaria als set milions en el segle xviii, permetent una enorme acumulació de capital de cara al desenvolupament del capitalisme europeu durant la Revolució industrial.
Aquest increment al comerç negrer va estar acompanyat, en la majoria dels casos, per una forta ideologia racista: els negres eren considerats éssers inferiors, assimilats freqüentment a animals, sense si més no poder ser considerats subjectes de dret i, per tant, considerats, jurídicament, com a coses. Encara que especialment, el debat era inicialment en si els individus de raça negra tenen ànima humana, ja que en cas afirmatiu aquesta activitat seria considerada il·legal per l'Església, la qual cosa va portar a un fort moviment per afirmar que els subjectes de raça negra no tenen ànima. En el cas dels indígenes d'Amèrica s'havia decidit que tenen ànima per la qual cosa no se'ls podia esclavitzar. De fet era costum a moltes plantacions explotar l'esclau sota severes condicions fins a la seva mort, ja que sortia més barat comprar nous esclaus que millorar les seves condicions de vida. La font d'esclaus va ser Àfrica, i l'Illa de Gorée, colònia francesa, va ser el lloc precís on es va establir el mercat d'esclaus, també conegut com el lloc sense retorn i on se separaven definitivament les famílies desintegrades per l'esclavitud.
De forma similar els àrabs van mantenir un important tràfic d'esclaus africans, tant a través de rutes creuant el Sàhara com a través de la costa de l'Àfrica oriental, fonamentalment l'illa de Zanzíbar. Aquest comerç es va estendre del segle vii fins al segle xx i va assolir proporcions similars o superiors al comerç negrer de l'Atlàntic.
El nombre de persones esclavitzades procedents de l'Àfrica varia, segons diferents estimacions entre els 10 i els 28 milions de persones, encara que hi ha els qui parlen de 60 milions. Fins a 1850, almenys 13 millones van anar a parar a les colònies d'Amèrica, especialment Amèrica del Nord i el Carib. A més l'investigador Enrique Peregalli, calcula que caldria afegir un 25% de morts durant les captures i un altre 25% durant el viatge per l'Atlàntic. També es calcula que uns 17 milions van ser venuts a l'Índic, Orient Mitjà i el nord de l'Àfrica.
Les principals potències esclavistes que van estar implicades en el comerç i transport de persones esclavitzades procedents d'Àfrica a la Tracta Atlàntica, serien segons estimacions:
- Estats Units / Amèrica del Nord Britànica 1.775.000 al nord i 3.950.000 a les colònies del sud[34]

- Portugal / Brasil 4.650.000

- Gran Bretanya 2.600.000

- Espanya 1.600.000

- França 1.250.000

- Països Baixos 500.000

- Dinamarca 50.000

- Altres 50.000

El comerç negrer va tenir un paper important en la història de l'esclavitud a Catalunya, sobretot a partir del segle xviii amb la unificació de les dues corones. Els mercaders catalans arribaren a assolir una vertadera hegemonia en el comerç d'esclaus a Cuba durant la primera meitat del segle xix, que fou afavorida per la retirada del Regne Unit i dels Estats Units en el tràfic de negres. Es tractava del mateix model de comerç triangular, en què els catalans venien productes adquirits a Cuba com aiguardent, cotó i pólvora als reis de les tribus locals i a canvi obtenien els esclaus que la tribu havia capturat. Entre els negrers catalans que traficaven amb esclaus a Cuba també hi participaren mercaders mallorquins, com ara el capità i empresari Miquel Oliver.
Els beneficis que obtengueren els comerciants i burgesos catalans d'aquest tràfic d'esclaus entre final del segle xviii i començament del xix serviren per finançar les grans fàbriques de tèxtil que encapçalaren la Revolució Industrial a Catalunya i més tard posaren les bases del primer catalanisme amb el moviment cultural de la Renaixença.

## Funcions dels esclaus
Les funcions de l'esclavitud han variat molt segons les societats i els períodes històrics. En primer lloc, tradicionalment es fa una distinció entre la base de la importància que han tingut els esclaus en l'economia general, la producció i les relacions simbòliques. Així, s'ha designat una societat en la que els esclaus ocupen una funció indispensable en el seu funcionament global amb els termes de "societat esclavista" (société esclavagiste (en francès), slave society(en anglès)), per distingir-la de les societats amb esclaus (sociétes à esclaves (en francès), society with slave (en anglès)), que utilitzen els esclaus però aquests no són indispensables en el seu sistema econòmic i social. La historiografia considera, generalment, les societats antigues grega i romana, el sistema econòmic i social de les Antilles i altres zones del continent americà durant el període colonial (segles XVII-XIX) i del sud els Estats Units abans de la Guerra Civil dels Estats Units com a societats esclavistes. En canvi, l'edat mitjana occidental o el món àrab, que han conegut l'esclavitud, són societats amb esclaus i no societats esclavistes.
Els esclaus, al llarg de la història, han tingut moltes funcions socials. En les societats antigues, els esclaus també són presents a tots els sectors econòmics, però no en tenien cap de propi, reservat per a ells. Podien exercir de professions com metge o mestre, eren molt presents en els sectors de manipulació dels diners (particularment la banca, però també en l'artesanat. Aquest cas és una excepció a la història, ja que normalment els esclaus han estat exclosos de certes professions i han estat confinats en els treballs considerats com més degradants.
Es pot distingir, en el curs de la història, un cert nombre de professions recurrents de l'esclavitud. En el sector privat, la utilització en les mines i com a mà d'obra agrícola, destacant en l'economia de plantació, és comú a una gran part de les societats esclavistes. L'esclavatge domèstic, així com l'esclavitud sexual són, segurament, encara més representats al llarg de la història. A més a més, també és freqüent la utilització per l'Estat per a fer tasques en treballs públics i físics. L'ús d'esclaus per a fins militars o de policia pública, més rar, és una de les característiques de la civilització musulmana.

### Mines i pedreres
A l'antiguitat, els esclaus són indispensables en les pedreres que forneixen de material els grans edificis de les ciutats romanes i gregues. A Atenes, els esclaus són els principals extractors de les mines de plata de Laurion, necessàries per a l'estabilitat monetària de la ciutat grega. Lauffer també estima que uns 30 000 esclaus pogueren treballar a mines i els seus molins de tractament. Durant l'Imperi Romà, la condemna a les mines (ad metalla) fou part de les sancions jurídiques més utilitzades. A l'edat mitjana, els esclaus són utilitzats, per exemple a Gènova en l'explotació de les salines. A les colònies espanyoles d'Amèrica, els esclaus negres, però sobretot els indígenes, foren massivament utilitzades en les mines d'or, plata i coure. Els portuguesos van importar esclaus negres per a l'explotació dels jaciments aurífics de Minas Gerais descoberts a finals del segle xvii.

### L'esclavatge agrícola
Tot sovint lligat als grans dominis, l'esclavatge agrícola va tenir un gran desenvolupament a l'antiguitat.. A Atenes, van dominar les explotacions que eren superiors a les forces de treball de les quals disposava una família. A Esparta, els Ilotes, que tenien un estatus proper als esclaus, eren els principals aprovisionadors de la ciutat. A les acaballes de la República romana, les importants oliveres i vinyes de la Itàlia central van emprar gairebé exclusivament esclaus; l'ergastula fou una de les modalitats de gestió de la població d'esclaus considerada com la més perillosa. En aquestes regions amb una alt percentatge de població esclava, sobretot el sud de la península Itàlica i Sicília on hi hagué les grans revoltes d'esclaus que van succeir davant la república romana.
Tot i el desenvolupament de la servitud a Occident a partir del segle viii, l'esclavatge va continuar present al món rural, sobretot als dominis agrícoles dels monestirs. En el món àrab, l'ús a gran escala d'esclaus en els dominis agrícoles és gairebé absent, amb dues úniques excepcions: a Mesopotàmia, al segle ix i a Zanzíbar, al segle xix, degut a l'explosió de la demanda del clavell d'espècia. A Mesopotàmia, els esclaus eren utilitzats sobretot per la indústria de la canya de sucre, que necessitava molta mà d'obra. Després de les croades, Europa va reprendre aquest ús dels esclaus on va exportar aquesta indústria, sobretot a la península Ibèrica i le silles mediterrànies. L'exportació d'aquesta economia de plantació pels portuguesos a les illes atlàntiques (Canàries, Sao Tomé) i després pels espanyols a Amèrica n'és una continuïtat. Aquest sistema va esdevenir característic de la colonització americana. La canya de sucre també fou important a l'origen del tràfic d'esclaus negrer que succeí a partir del segle xvi. Posteriorment, les indústries del tabac i del cotó van sostenir, al sud dels Estats Units, el nivell de demanda de mà d'obra esclava.

### Esclavitud domèstica
Malgrat no sigui una funció directament econòmica, l'esclavitud domèstica permet els seus propietaris d'obtenir temps lliure (otium) indispensable per a les seves activitats socials, polítiques i artístiques. És molt generalitzada a Roma i a Atenes, on fins i tot els ciutadans pobres tenien sovint un esclau domèstic. Així, segons Finley, a Atenes, tots els homes en posseïa almenys un.
En el món àrab, on els esclaus eren gairebé absents en el món agrícola, eren gairebé omnipresents a l'esfera domèstica. La divisió sexual del treball és, gual que a l'antiguitat grecoromana, molt marcada. La gran majoria dels "petits Blancs", els pagesos pobres de les Antilles francesos, també posseïen un esclau per a les tasques domèstiques. A l'alta societat, els esclaus domèstics també servien per a ostentat. Es creu que a l'apogeu de l'Imperi Assiri una família posseïa, de mitjana, una mitjana de tres a cinc esclaus. Al segle x, un califa de Bagdad del Califat Abbàssida tenia almenys 10 000 esclaus.

### Esclavatge sexual
L'explotació del cos de les dones per les funcions reproductives o de plaer és recurrent amb relació a l'esclavitud. Hi ha escrits mitològics antics que indiquen el caràcter comú de l'esclavisme sexual a l'antiguitat. El cicle èpic esmenta molts exemples d'aquesta forma d'esclavatge; inclou la sort reservada pels aqueus a les dones de Troia després de la presa de l'Àsia Menor. L'esclavitud sexual és molt estesa al món antic, sia per la prostitució però sobretot per les relacions sexuals entre amos i esclaus dels dos sexes; els testimonis indiquen que aquests eren normal a Roma.
Al món àrab, l'explotació sexual constitueix, per Gordon Murray, "la raó més important per a obtenir esclaves". L'estatut de concubina també és reservat únicament a les esclaves; en cas de tenir infants, aquests eren protegits de la venda i es podien alliberar. A les cases més importants, la vigilància de les dones dels harems està confiada a un o diversos eunucs, que constitueixen una altra encarnació del poder d'acord amb l'amo sobre les funcions de reproducció de les esclaves. A l'Imperi safàvida els eunucs van arribar a ser molt influents políticament. Els harems i el concubinatge són dos elements fonamentals de la societat patriaracal.
En el món cristià no existeix el concubinatge, però l'explotació sexual dels esclaus de les colònies americanes era freqüent. Això es veu en l'alt nombre de mestissos que fins i tot va obligar les autoritats a legislar sobre la temàtica.

### Esclaus públics
Són propietat de l'Estat i assumeixen tasques per a l'interès general. Els esclaus poden ser empleats com obrers, secretaris o comptables a l'administració, essencials pel bon funcionament dels diversos serveis públics. Les primeres aparicions dels serveis de bombers són a l'antic Egipte, però a Roma, el servei el feien esclaus.

## Valor econòmic

### L'economia clàssica i la crítica de l'esclavitud
La qüestió sobre la rendibilitat de l'esclavitud comença al segle xviii amb el pensament econòmic preclàssic i clàssic. Argumentant que és millor el treball lliure, els fisiòcrates i Adam Smith van contestar el valor econòmic de l'esclavitud. Es troba traces d'aquesta argumentació entre alguns pensadors de les Llums i, més tard, en el si dels antiesclavistes. El fisiòcrata Dupont de Nemours resumeix un conjunt d'arguments que diuen que l'esclavitud no és rendible:" l'arithmétique politique commence à prouver […] que des ouvriers libres ne coûteraient pas plus, seraient plus heureux, n'exposeraient point aux mêmes dangers et feraient le double de l'ouvrage ". Segons aquest punt de vista, la productivitat depèn de l'interès del treballador lliure pel seu treball i per l'absència de control. Segons Smith, el salari reemplaça i supera els costos de compra i manteniment dels esclaus.
Alguns abolicionistes diuen que l'esclavitud no és rendible per l'alt cost del manteniment i la vigilància dels esclaus i que les revoltes d'esclaus destrueixen molts béns dels seus propietaris.
Així, s'ajunten les raons dels fisiòcrates amb el desenvolupament d'un mercat interior associat al treball assalariat. A més hi ha els interessos dels que demanen la supressió dels plantadors colonials que penalitzaven els cultivadors metropolitans que és el que passava als Estats Units.
A més, l'esclavatge ha estat denunciat com un fre a la innovació tècnica: això es demostra amb el dinamisme del nord dels Estats Units enfront dels estats del sud.

### Aproximacions contemporània de la rendibilitat de l'esclavatge
Als anys 1960 el desenvolupament de la cliometria ha reobert el debat sobre la rendibilitat de l'esclavitud. S'ha admès la irracionalitat del sistema esclavista, enfront del capitalisme del nord del país. Es diu que el feble desenvolupament industrial del sud del país es deu al fet que el preu dels esclaus era massa alt pel seu treball.
L'aproximació cliomètrica ha renovat, no sense polèmiques, les conclusions tradicionals d'aquest debat. Avui no es posa en dubte la rendibilitat de l'esclavitud als Estats Units. Segons Meyer, la taxa de benefici dels plantadors era d'un 5% a un 8%, i fins a uns pics del 10 al 13% a Carolina del Sud o Alabama. Robert Fogel i Stanley Engerman estimen que aquest rendiment és comparable al del nord industrial del país. Els estudis americans insisteixen sobre el fet que l'esclau no és només una força de treball, si no també una inversió: per Conrad i Meyer, l'augment del preu dels esclaus fou contrari a l'índex de creixement del mercat. Fogel ha manifestat que el Sud havia desenvolupat una indústria dinàmica, tot i que depenia de l'agricultura, a través de la transformació de les matèries primeres (sucreries, filatures, molins d'arròs…).
Respecte a les plantacions sucreres antillanes, Paul Butel estima que la taxa de benefici en els moments en què aquest producte estava més car osci·là entre un 15 i un 20%.

## Sortides de l'esclavitud
Al llarg de la història hi ha hagut diverses maneres en què un individu o grup d'individus han pogut canviar el seu estatus d'esclau: la revolta, el cimarronatge, l'alliberament i les abolicions.

### La revolta
A Roma els esclaus es revoltaren moltes vegades. És famós el cas d'Espàrtac, un antic gladiador que fou mort amb els seus companys a la Tercera Guerra Servil (entre el 73 i el 71aC).

### El cimarronatge i fugida
És la fugida d'un esclau fora de la propietat del seu amo a Amèrica, les Antilles i les Illes Mascarenyes a l'època colonial. El fugitiu s'anomenava "marró", "negre marró" i "cimarró"

### L'alliberació
A l'antiga roma hi havia quatre maneres d'obtenir l'alliberament:
- Per testimoni de l'amo de l'esclau. És el cas més freqüent.
- El cens. Cada cinc anys es recomptava la població. L'amo podia inscriure l'esclau al cens i això el feia un llibert.
- Per decisió judicial: l'amo o un magistrat toca l'esclau amb una vara (vindicta) i pronuncia els mots següents: "jo afirmo que aquest home es lliure".
- La compra de la seva llibertat (peculium).

Tot i l'alliberament, el llibert no té els mateixos drets que un ciutadà romà, però els seus fills sí.

## Esclaus cèlebres

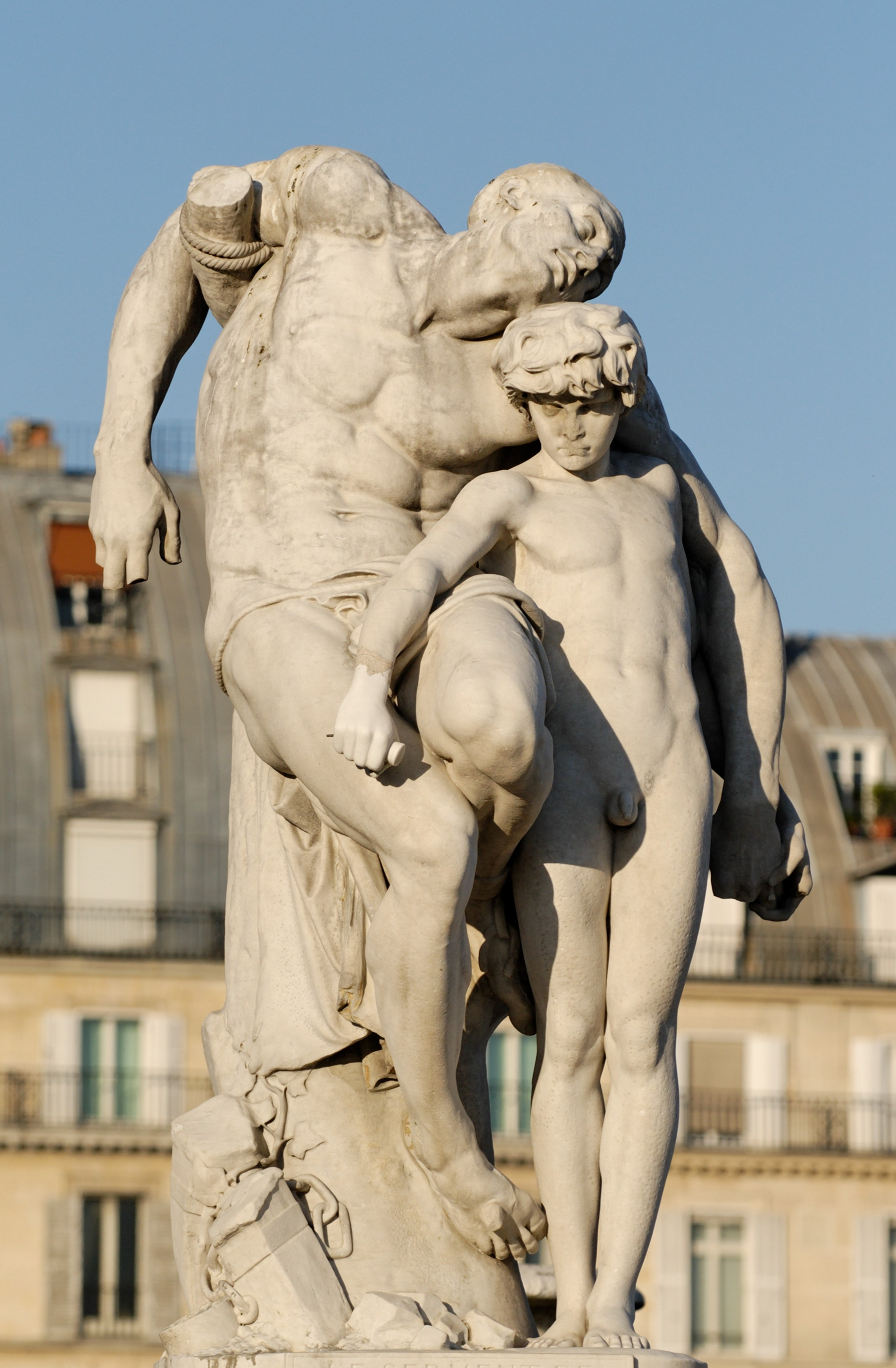
Estàtua d'Espàrtac als Jardins de les Teuleries, a París

- Isop va ser un escriptor de faules grec que va viure al segle vii aC, es conta que Isop va ser esclau d'un tal Jadmó o Jantó de Samos, que li va donar la llibertat. A causa de la seva gran reputació pel seu talent per al apoleg, Cresos el va cridar a la seva cort, li va satisfer de favors i li va enviar després a consultar a l'oracle de Delfos, a oferir sacrificis en el seu nom, i a distribuir recompenses entre els habitants d'aquella ciutat. Irritat pels fraus i la cobdícia d'aquell poble de sacerdots, Isop els va dirigir els seus sarcasmes i, limitant-se a oferir als déus els sacrificis manats per Cresos, va retornar a aquest príncep les riqueses destinades als habitants de Delfos. Aquests, per a venjar-se, van amagar entre els equipatges d'Isop una una copa d'or consagrada a Apol·lo, el van acusar de robatori sacrílegi li van precipitar des de l'alt de la roca Hiampa. Posteriorment es van penedir, i van oferir satisfaccions i una indemnització als descendents d'Isop que es presentessin a exigir-la; el qual va acudir un ric comerciant de Samos anomenat Jadmó, descendent d'aquell a qui Isop pertanyés quan va ser esclau.

- Calixt I, segons Sant Hipòlit, rival seu, Calixt havia estat esclau i, abans d'esdevenir bisbe de Roma, va menar una vida molt agitada.

- Denmark Vesey era el líder d'una revolta d'esclaus severament reprimits a Carolina del Sud en 1822. Considerat un heroi pels abolicionistes més radicals d'Amèrica, incloent el seu nom ha servit com un crit de guerra dels regiments negres durant la Guerra Civil.

- Epictet de Hieràpolis fou un filòsof grec. Va néixer l'any 55 a Hieràpolis de Frígia (actualment Pamukkale, al sud-oest de Turquia), a uns 6 km. al nord de Laodicea. Va arribar, encara nen, a Roma com esclau del llibert Epafrodit, que també fou esclau de l'emperador Neró. Epafrodit va ser el responsable que Epictet estudiés amb el filòsof estoic Musoni Rufo. Epictet va ser manumès als voltants de l'any 93. Fou exiliat per l'emperador Domicià amb la resta de filòsofs que residien a Roma. Va establir-se a Nicòpolis, al nord-est de Grècia, on va fundar la seva escola. S'hi van formar nombrosos patricis romans, com Flavi Arrià, respectat historiador sota Hadrià, que va conservar el text de les ensenyances del seu mestre. La fama d'Epictet va ser gran i segons Orígens, va tenir en vida més respecte del que havia gaudit Plató.

- Agar era la dona amb qui Abraham amb tingué el seu primer fill Ismael, ancestre dels àrabs; era filla d'un rei del Magrib descendent del profeta Saleh, besnet de Noè. El seu pare fou mort durant la guerra magribino-egípcia i el faraó s'endugué la família d'Agar com esclaus a la seva cort d'Egipte. Anys més tard, el faraó va regalar l'esclava Agar a Sara, esposa d'Abram, de qui estava enamorat.

- Kunta Kinte és el personatge central de la novel·la Arrels d'Alex Haley, i de la sèrie de televisió del mateix nom. La novel·la està basada en un altre llibre anomenat L'africà de Courlande Harold. Kunta Kinte era un mandinga. Kunta va ser capturat i portat com esclau a Annapolis, en l'estat de Maryland (Estats Units) i després venut a una altra plantació a Virgínia.

- Terenci fou fet esclau quan encara era un infant. També el seu sobrenom Afer era el que es donava als africans. Aviat fou venut (o donat) al senador romà Terentius Lucanus. Gràcies al seu talent i a la seva bellesa, que impressionaren fortament el seu mestre, va rebre una educació d'home lliure i fou ràpidament manumès. Va tenir una filla que va casar-se amb un cavaller romà. Havent estat acollit dins l'alta societat aristocràtica, Terenci fou protegit pels Escipions, el cercle dels quals comprenia Publi Corneli Escipió Emilià, C. Laelius, Luci Furi Fil… De bell antuvi començaren a circular insídies sobre la identitat del veritable autor de les comèdies de Terenci.

- Malintzin va ser una dona ameríndia mexicana, probablement nahua, la qual acompanyaria a Hernan Cortés i tindria un paper molt important en la conquesta de Mèxic, com a traductora, consellera i intermediària. Va ser amant de Cortés, amb el qual va tenir un fill, considerat el primer mestís mexicà. En retrospectiva, Malintzi té un paper conflictiu, considerada com a dona poderosa i alhora la víctima per excellence. Per altres historiadors, és el símbol de la mare del nou poble que sorgiria arran de la conquista i el mestissatge: el poble mexicà modern. va ser filla primogènita del senyor de Paynala (avui dia la ciutat de Coatzacoalcos, a l'estat de Veracruz), aleshores una regió fronterera entre els dominis de l'Imperi Asteca i dels pobles tributaris maies del Yucatán. Els seus pares es casarien per segona vegada; en convertir-se en un fillastre incòmoda, va ser venuda als traficants d'esclaus maies de Xiacalango, una ciutat comercial important del sud sobre la costa est. Díaz diu, en les seves cròniques, que la família de Malintzi va fingir la seva mort. Amb el temps va ser venuda un altre cop, i va ser portada a Potontxan (que es trobava al territori que avui dia conforma l'estat de Tabasco), on van trobar-la els espanyols.

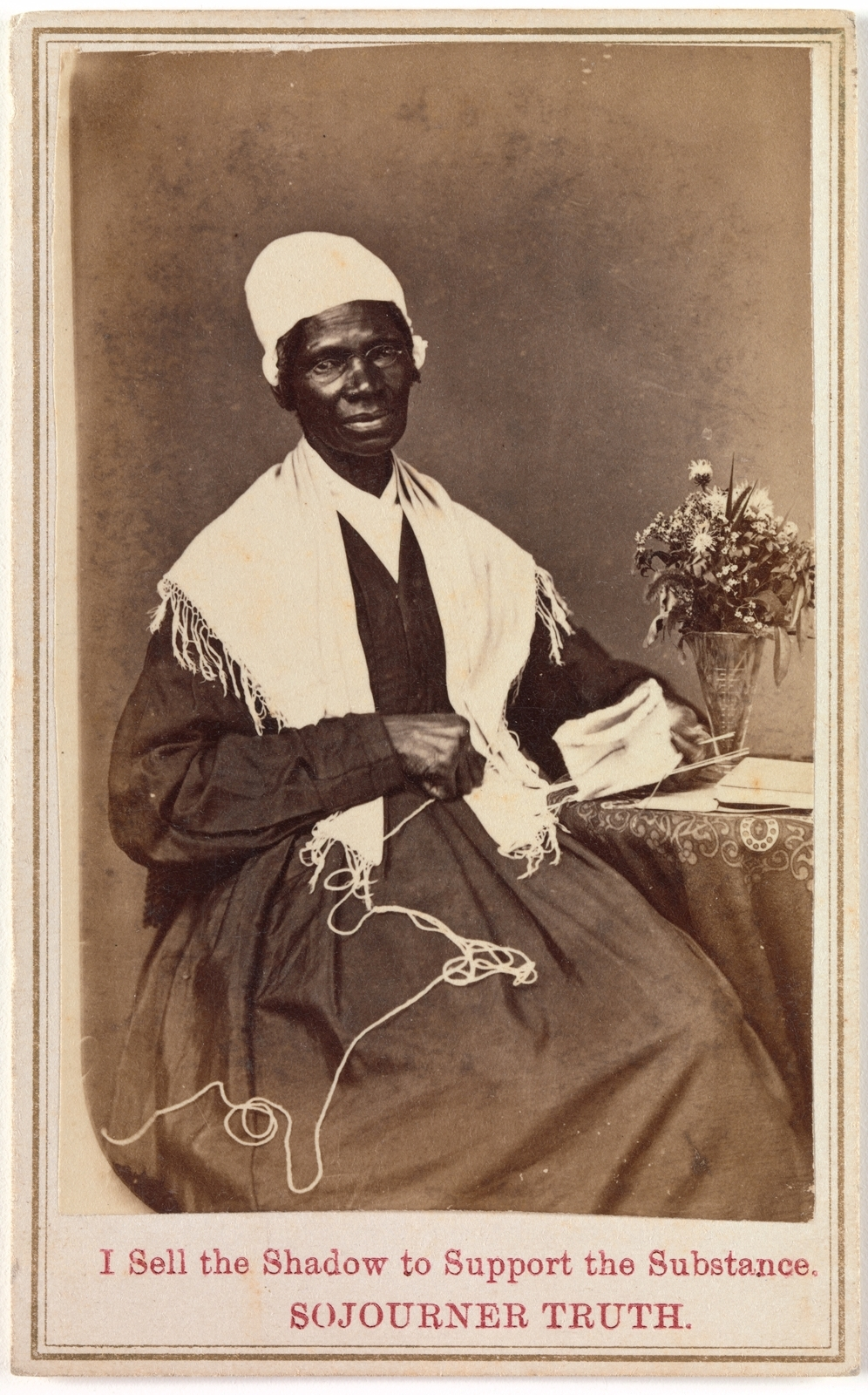
Sojourner Truth

- Patrici d'Irlanda és el patró d'Irlanda, de molt jove fou capturat per pirates pagans i venut com a esclau a Irlanda; allí fou pastor per un temps; es va escapar i va poder tornar a casa; al cap de pocs anys fou capturat altre cop però va obtenir la llibertat al cap de dos mesos; en veure la situació moral dels irlandesos desenvolupà una forta fe cristiana i va decidir ajudar-los; llavors va predicar l'evangeli i a això va dedicar la resta de la seva vida. La seva tornada a Anglaterra, on després d'uns anys de residència fou nomenat bisbe, o els viatges a Itàlia o França, són probablement imaginaris; segons una de les tradicions després de ser ordenat bisbe tornà a Irlanda com a missioner.
- Espàrtac fou un gladiador traci en règim d'esclavatge que esdevingué el líder (o un dels líders) del fracassat alçament d'esclaus contra la República de Roma coneguda com la Tercera Guerra Servil. La seva lluita, sovint presentada com la lluita dels oprimits per aconseguir la seva llibertat enfront de l'aristocràcia esclavista de Roma, ha trobat noves interpretacions entre els historiadors romans moderns, sobretot a partir del segle xix. La figura d'Espàrtac i de la seva revolta, així mateix, ha inspirat nombrosos escriptors i cineastes, els quals han recreat la figura d'Espàrtac com la d'un heroi popular de tots els temps.

- Sojourner Truth fou una abolicionista estatunidenca, nascuda esclava. El 1827 va escapar al Canadà, i un cop l'estat de Nova York va abolir l'esclavisme (1829) hi va tornar. Es va convertir en una activista de l'abolicionisme i dels drets de les dones. Del 1841 fins al 1846 es va unir a una comunitat del tipus Utopia a Massachusetts. Va donar suport a l'exèrcit de la Unió durant la guerra civil americana i es va reunir amb el president Abraham Lincoln. Mantenia que el fet de tenir més intel·ligència no justificava el domini d'uns homes sobre els altres, i que el mateix era aplicable pel que fa als animals.

- Zumbi dos Palmares va néixer lliure a Palmares, Pernambuco, en 1655, però va ser capturat i lliurat a un missioner portuguès quan tenia aproximadament sis anys. Batejat Francisco, Zumbi va rebre els sagraments, va aprendre el portuguès i el llatí, i ajudava diàriament en la celebració de la missa. Malgrat les temptatives de civilitzacions, Zumbi escapar el 1670 i, als seus quinze anys, va tornar al seu lloc d'origen. Zumbi es va fer conegut per la seva destresa i astúcia en la lluita i ja era un estrateg militar de respecte quan va tenir els vint anys. En 1678, el governador de la Capitania de Pernambuco cansat del llarg conflicte amb el Quilombo de Palmares, es va aproximar al líder de Palmares, Ganga Zumbo, amb una oferta de pau. Va ser oferta la llibertat de tots els esclaus que havien fugit si a canvi el Quilombo es posés sota l'autoritat de la Corona Portuguesa; la proposta va ser acceptada. Però Zumbi mirava als portuguesos amb desconfiança. Va rebutjar la llibertat per a les persones del Quilombo mentre altres negres continuaven sent esclavitzats. Va rebutjar la proposta del governador i desafià el lideratge de Ganga Zumbo. Prometent continuar la resistència contra l'opressió portuguesa, Zumbi es va convertir en el nou líder del Quilombo de Palmares. Quinze anys després que Zumbi va assumir el lideratge, el Bandeirantes paulista Domingos Jorge Velho, va ser nomenat per organitzar la invasió del Quilombo. El 6 de febrer de 1694 la capital de Palmares, Macaco, va ser destruïda i Zumbi ferit. Tot i haver sobreviscut, va ser traït per Antonio Soares. Zumbi és sorprès pel capità Furtado de Mendonça en el seu Reducte (probablement la Serra Dois Irmãos). Apunyalat, resisteix, però és mort amb 20 guerrers gairebé dos anys després de la batalla, el 20 de novembre del 1695. El seu cap va ser tallat, salat i dut, al governador Melo e Castro. A Recife, va ser exposada a la plaça pública, buscant desmentir la creença popular sobre la immortalitat de Zumbi

## Els moviments abolicionistes
A partir del segle xviii comencen a ser importants els moviments abolicionistes de l'esclavitud. Dues raons fonamentals existeixen per a això: l'aparició d'un nou ordre filosòfic i polític a partir de les idees de la Il·lustració, que tenen el seu punt culminant en la Declaració dels Drets de l'Home i del Ciutadà de 1789 en la Revolució Francesa, i l'aparició d'un nou ordre econòmic a partir de la Revolució Industrial que s'iniciés en Anglaterra, que va fer que el sistema esclavista fos menys convenient que el sistema de treball remunerat. De fet existeix una correlació directa entre industrialització i abolicionisme.
El moviment abolicionista en el Regne Unit comença a ser desenvolupat pels quàquers i molt especialment per l'actuació de Thomas Clarkson qui en 7 anys va recórrer 35.000 milles a cavall per donar a conèixer els horrors de l'esclavisme. El fet que el 1831 es produís en Jamaica la revolta més important en territori Britànic protagonitzada per 20.000 esclaus alliberats que van cremar més de 100 plantacions, va convèncer el govern britànic de la impossibilitat de mantenir el règim.
La Convenció sobre l'Esclavitud, promoguda per la Societat de Nacions i firmada el 25 de setembre de 1926, entra en vigor des del 9 de març de 1927. Acaba oficialment amb l'esclavitud i crea un mecanisme internacional per perseguir els qui la practiquen. Les Nacions Unides, com a hereva de la Societat de Nacions, assumeix els compromisos de la Convenció.
A les noves nacions americanes l'abolició, moltes vegades precedida de la llibertat de ventres, es produeix durant el procés independentista, en alguns casos i en altres durant els primers anys de la independència. El primer país en el qual es va abolir l'esclavitud va ser Haití en 1803. A Mèxic va ser Miguel Hidalgo y Costilla, el 6 de desembre de 1810, qui va abolir l'esclavitud. El van seguir les Províncies Unides del Riu de la Plata en 1813. Entre els últims països en abolir l'esclavitud es troben Portugal el 1878, Cuba, sota domini espanyol, el 1886, i Brasil el 1888. Les revolucions cubanes contra el domini espanyol de finals del segle xix es van sostenir en gran manera en el lent procés d'abolició de l'esclavitud realitzat per les autoritats espanyoles.

### Imperi Britànic
En l'Imperi Britànic successives mesures legislatives (1807, 1827, 1833 i 1834) es prohibeix primer el tràfic i posteriorment declaren abolida l'esclavitud. La majoria dels països europeus, en molts casos sota pressió britànica, fan el mateix entre 1830 i 1860. Tanmateix, aquestes noves lleis "proteccionistes" dels drets humans, eren només la façana del que molt temps després va començar a implementar-se, ja que extraoficialment les principals potències van seguir durant molt temps amb el tràfic de persones. No oblidem que la modernització europea de la mà de la revolució industrial, es va dur a terme gràcies a tota la mà d'obra gratuïta que va proporcionar l'esclavitud. Tan sols es van emprar uns 30 vaixells i 1.000 persones per a reprimir el tràfic negrer entre els anys 1808 i 1870.

### Espanya

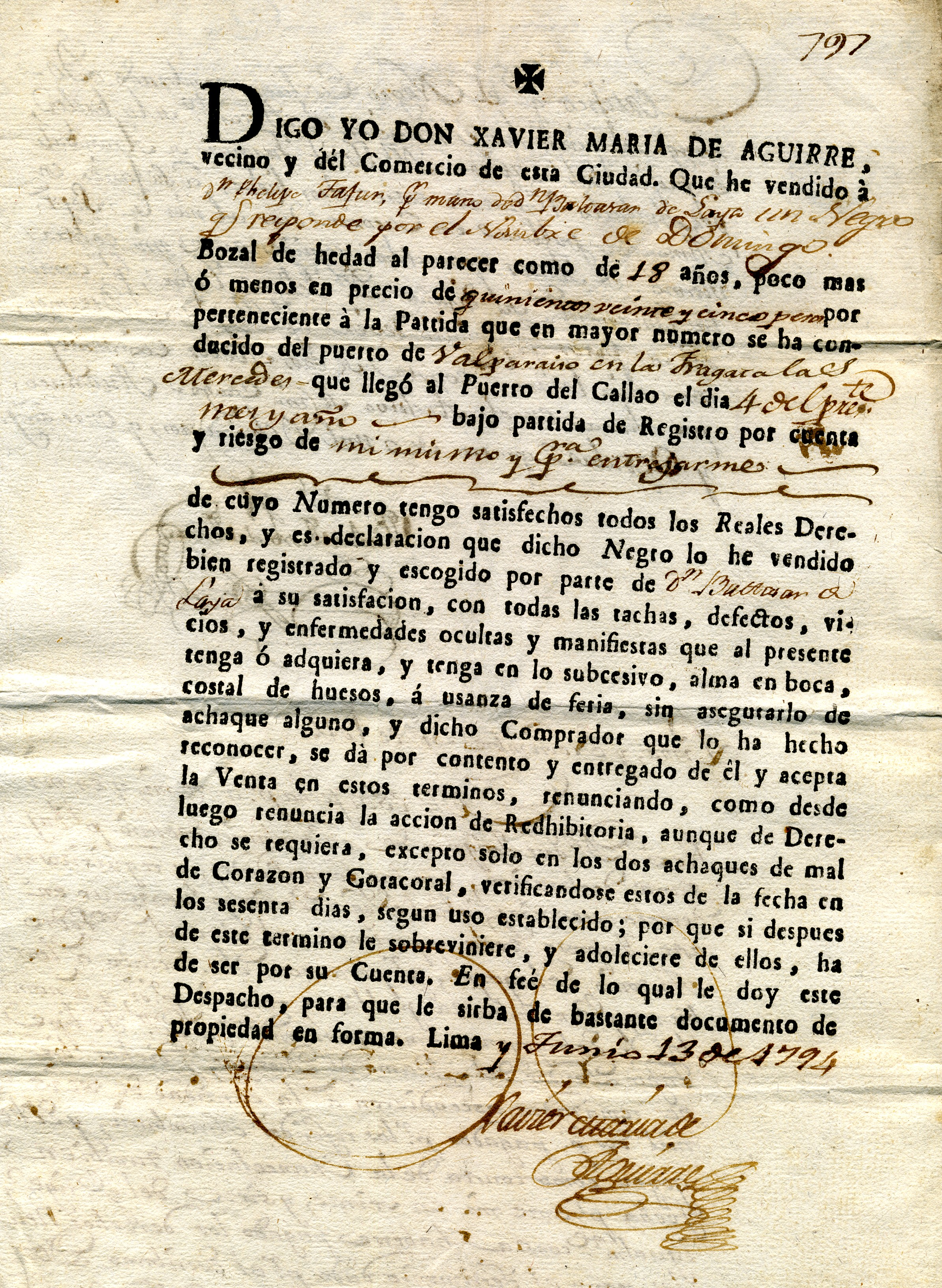
Contracte esclavista Lima / Perú 13.10.1794

Anglaterra, que tractava d'influir en les reunions internacionals, va subscriure tractats bilaterals amb Espanya el 1814, en el que es prohibia el comerç d'esclaus.
L'abolició legal de l'esclavitud a l'Espanya peninsular va arribar el 1837 i excloïa als territoris d'ultramar donada la pressió exercida per l'oligarquia de Cuba i Puerto Rico que van amenaçar d'annexionar-se als Estats Units. A la Península l'esclavitud de fet havia acabat amb l'alliberament per part de l'ambaixador del sultà del Marroc dels esclaus musulmans de Barcelona, Sevilla i Cadis, mitjançant la seva compra, el 1766.
Respecte a les colònies en una fase que va des de principis del segle xix fins a 1860, només van defensar l'abolició la pressió britànica i algunes personalitats aïllades que no van tenir èxit.
La pressió anglesa va aconseguir la promulgació de l'esmentada llei de 1837 d'abolició de l'esclavitud a l'Espanya metropolitana i les lleis de prohibició no respectades del tràfic negrer de 1817 i 1835 i de persecució del mateix de 1845 i 1867. Després de la Guerra de Secessió, Estats Units es va sumar al Regne Unit en les seves pressions abolicionistes sobre Espanya.
El 2 d'abril de 1865 es crea la Societat Abolicionista Espanyola per iniciativa de l'hisendat porto-riqueny Julio Vizcarrondo, traslladat a la península després d'haver alliberat els seus esclaus. El 10 de desembre del mateix any funda el seu diari "El abolicionista". Va comptar amb el suport de polítics que van forjar la Revolució de 1868, "La Gloriosa" que va destronar a Isabel II d'Espanya.
A conseqüència d'això, en 1870, sent ministre d'ultramar Segismundo Moret, es va promulgar una llei anomenada de "llibertat de ventres" que concedia la llibertat als futurs fills de les esclaves i que va irritar els esclavistes. En 1872 el govern de Ruiz Zorrilla va elaborar un projecte de llei d'abolició de l'esclavitud a Puerto Rico.
Contra aquest projecte va desencadenar una ferotge oposició. Per coordinar l'acció opositora es van crear a diverses ciutats com Madrid, Santander, Cadis, o Barcelona Cercles Hispàns Ultramarins d'exresidents de l'Antilles i es va impulsar també la constitució a diverses ciutats de la "Lliga Nacional" antiabolicionista. Van instigar insubordinacions de la noblesa al rei Amadeu de Savoia, conspiracions, campanyes de premsa i manifestacions de carrer, com la de l'11 de desembre a Madrid, que va tenir com a rèplica la que va organitzar en aquesta ciutat la Societat Abolicionista Espanyola el 10 de gener de 1873. Tal crispació s'explica, ja que es veia en l'alliberament dels 31.000 esclaus porto-riquenys, un temut preàmbul de l'alliberament dels gairebé 400.000 esclaus cubans.
Precisament, l'oposició a aquest projecte de llei abolicionista va ser un dels elements més visibles, en la premsa conservadora, de crítica al rei Amadeu, retraient-li que no s'enfrontés de forma dubtosament constitucional, a un Parlament dominat per una aliança, en aquesta qüestió, de monàrquic-progressistes (com el mateix cap de govern Ruiz Zorrilla) i de republicans (com Castelar o Pi Margall). Segons el Diari de Barcelona, el 7 de febrer de 1873 s'hagués produït un cop militar si el rei l'hagués legitimat amb el seu suport. Al seu lloc, Amadeu va ratificar l'ordre del govern de dissoldre l'arma d'artilleria. A continuació, l'11 de febrer, abdicà.
La llei per la qual s'abolia l'esclavitud a Puerto Rico va ser finalment aprovada el 25 de març de 1873, un mes després de l'abdicació del rei i d'haver-se votat la proclamació de la Primera República Espanyola. Cuba va haver d'esperar set anys més, ja que la definitiva abolició no va arribar fins al 17 de febrer de 1880, ja en el regnat d'Alfons XII.

## Persistències
L'esclavitud no ha pas desaparegut del tot, malgrat que s'hagin abolit el tràfic d'esclaus i l'esclavitud al món occidental. El 1931, el periodista George Shcuyler va publicar: Slaves Today: A Story of Liberia Avui en dia l'esclavatge persisteix a algunes regions del món, com la Península Aràbiga, el subcontinent indi, Níger, Mali o Mauritània. L'Organització Mundial del Treball (OIT) estima que avui en dia hi ha uns 25 milions de persones que viuen en condicions similars a l'esclavatge. Per a definir-ho s'utilitza el terme "esclavitud moderna". Segons l'ONU, cada any hi ha dos milions de persones que són reduïts a l'esclavisme.
L'esclavisme ha reaparegut actualment al Sudan. Els musulmans del nord del país han restablert la xaria i obliguen a treballs forçats als cristians i animistes del sud del país. Molts infants del sud s'utilitzen com esclaus a Khartum, després d'haver massacrat a molts civils del sud.
A Mauritània tot i la prohibició oficial el 1981, l'esclavisme persisteix encara. El 8 d'agost del 2007, el Parlament del país adoptà una llei que criminalitzava l'esclavisme, penat amb deu anys de presó.
A nivell semàntic hi ha situacions assimilades amb l'esclavisme modern:
- el proxenetisme;[68]
- el treball forçat, comparable a occident amb el treball clandestí;
- el treball infantil.

La pràctica dels infants soldats també pot ser assimilat a una forma d'esclavatge, ja que els infants tenen dependència fisiològica degut a l'ús de drogues fortes.
El 2016, s'estimava que:
- 16 milions de persones eren explotades en treballs forçats en l'economia privada. Hi havien més dones que homes: 9,2 milions (57,6%) dones i 6,8 milions (42,4%) homes. La meitat d'aquests homes i dones (el 51%) estaven obligades pel pagament d'un deute. Aquesta proporció superava el 70% dels adults que es van veure obligats a treballar en l'agricultura, en el treball domèstic o en fàbriques.
- 3,8 milions d’adults van ser víctimes d’explotació sexual forçada i 1,0 milions d'infants van ser víctimes d'explotació sexual comercial La gran majoria de víctimes (99%) eren dones i nenes.
- De mitjana, 4,1 milions de persones foren obligades a treball forçós per l'estat. En el recompte s'hi van incloure ciutadans reclutats per les seves autoritats estatals per participar en treballs d'agricultura o de construcció amb finalitats de desenvolupament econòmic, també es van incloure joves militars obligats a exercir treballs que no tenien caràcter militar.
- 15,4 milions de dones vivien en un matrimoni forçat al qual no havien consentit. És a dir, es van trobar en una situació que implicava haver perdut la seva capacitat de decisió i sovint, degut al "matrimoni", obligades a una feina imposada per la parella o els familiars.

## Memòries de l'esclavisme
Hi ha dies de commemoració de l'abolició a totes les illes de les Antilles excepte l'illa de Saint Barthélemy. El 2006 és l'any del reconeixement de la responsabilitat històrica França en l'esclavisme, la memòria de les víctimes del qual se celebra el 10 de maig en aquest país. Aquest dia també és l'aniversari de l'adopció de la llei Taubira, que va qualificar l'esclavitud com un "crim contra la humanitat". També hi ha lloc a la memòria col·lectiva per a recordar els "negres marrons" i algunes figures particulars com " Solitude ", que ha donat lloc a una novel·la.

### Literatura

#### Ficció

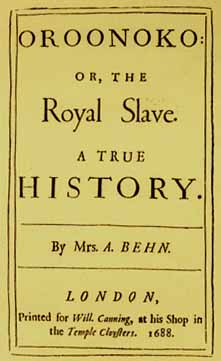
Primera edició d'Oroonoko (1688)

- Aphra Behn, autor d’Oroonoko, de 1688
- Olaudah Equiano, esclau llibert del segle xviii, autor d'unes memòries reconegudes internacionalment
- Harriet Beecher Stowe, autor de La Casa de l'oncle Tom i la seva continuació Dred, histoire du grand marais maudit
- William Wells Brown i la seva novel·la Clotel
- Kyle Onstott, amb la seva novel·la Mandingo
- William Styron, autor de les Confessions de Nat Turner, premi Pulitzer de 1967.
- Alex Haley amb la seva novel·la Roots: The Saga of an American Family (1976) (Arrels).
- Terry Bisson: novel·la Fire on the Mountain (1988)
- Toni Morrison, sobretot per la seva novel·la Beloved, premi Pulitzer del 1988
- Edward P. Jones per la seva novel·la Le monde connu, premi Pulitzer de 2004
- Aimé Césaire, poeta i assajista (Esclavage et colonisation)
- Caryl Phillips, novel·lista anglès nascut el 1958 a St-Kitts a les petites Antilles del nord. (The crossing of the river) (1993), (Cambridge) (1991).

#### Testimonis
- Frederick Douglass, La Vie de Frederick Douglass, esclave américain, écrite par lui-même, Gallimard, Paris, 2006. Première publication, 1845.
- Mungo Park, Voyage dans l'intérieur de l'Afrique, FM/ La Découverte, Maspero, Paris 1980, ISBN 978-270712629-0
- Jehan Mousnier, Journal de la traite des Noirs, Éditions de Paris, Paris, 1957.
- Théodore Canot, Les Aventures d'un négrier, éd. La Découvrance, Paris, 2004.
- Jean-Pierre Plasse, Journal de bord d'un négrier, éd. Les Mots et le Reste, Paris, 2005.
- Dieudonné Gnammankou, Abraham Hanibal, l'aïeul noir de Pouchkine, éd. Présence africaine, Paris, 1996, ISBN 2-7087-0609-8
- Olaudah Equiano, La Véridique Histoire par lui-même d'Olaudah Equiano, Africain, esclave aux Caraïbes, homme libre, Éditions caribéennes, Paris, 1987.
- Bernardin de Saint-Pierre, «Lettre sur les Noirs» dans Pajou Jean-Charles, Esclaves des îles françaises, Paris, Les éditeurs libres, 2006, ISBN 2-916399-01-1
- Dominique Torrès, Esclaves - Deux cent millions d'esclaves aujourd'hui, Éditions Phébus (13 mai 2005) ISBN 2-7529-0085-6
- Arnaud Raffard de Brienne, La Désinformation autour de l'esclavage, collection l'Etoile du Berger, éditions Atelier Fol Fer, 2006

#### Obres històriques i teòriques
- Henri Alexandre Wallon, polític, historiador i escriptor francès, Histoire de l'esclavage dans l'antiquité
- Victor Hugo, Bug-Jargal 1818
- Marcel Dorigny et Max-Jean Zins (sous la direction de), Les Traites négrières coloniales, Histoire d'un crime, Editions Cercle d'Art, Paris, 2009 ISBN 978-2-7022-0894-6
- Henri Bresc, Un monde méditerranéen. Économie et société en Sicilie (1300-1450), 2 tomes, Rome/Palerme 1986.
- Malek Chebel, L'Esclavage en terre d'islam : un tabou bien gardé, Fayard, septembre 2007, 496 pages,
- Serge Daget, La Traite des Noirs, Ouest-France Université, 1990, ISBN 2-7373-0259-5
- Robert C. Davis, Esclaves chrétiens. Maîtres musulmans. L'esclavage blanc en Méditerranée (1500-1800), éd. Jacqueline Chambon, Paris, 2006
- Christian Delacampagne, Une histoire de l'esclavage, Le Livre de Poche, 2002, ISBN 2-253-90593-3
- Marcel Dorigny, Bernard Gainot, Fabrice Le Goff, Atlas des esclavages - Traites, sociétés coloniales, abolitions de l'Antiquité à nos jours, Autrement, ISBN 2-7467-0878-7
- Jacques Heers, Esclaves et domestiques au Moyen Âge dans le monde méditerranéen, Hachette, Paris, 1996.
- Claude Meillassoux, Anthroplogie de l'esclavage, le ventre de fer et d'argent, 1986, Paris, PUF, 375 p.
- Olivier Pétré-Grenouilleau, Les Traites négrières, essai d'histoire globale, NRF Gallimard, 2004, ISBN 2-07-073499-4
- Olivier Pétré-Grenouilleau, L'Argent de la traite. Milieu négrier, capitalisme et développement, Aubier, 1996, ISBN 2-7007-2279-5
- Olivier Pétré-Grenouilleau, La Traite des noirs, Que sais-je?, ASIN 2130484158
- Olivier Pétré-Grenouilleau, Dictionnaire des esclavages, Larousse, Paris, 2010, 576 p. ISBN 978-2-03-583785-1
- Claude Ribbe, Le Crime de Napoléon, Privé, 2005
- Claude Ribbe, Les Nègres de la République, Alphée-Jean-Paul-Bertrand, 2007
- Orlando Patterson, Slavery and Social Death. A Comparative Study, Cambridge (MA)/London 1982, ISBN 0-674-81082-1
- Éric Saugera, Bordeaux, port négrier. XVIIe -XIXe siècles, J&D - Karthala, 1995, ISBN 2-84127-042-4
- Christiane Taubira, L'Esclavage raconté à ma fille, Bibliophane - Daniel Radford, 2002, rééd. coll. "Bibliopoche", 2006, ISBN 2-86970-122-5
- Charles Verlinden, L'Esclavage dans l'Europe médiévale, t.1: Péninsule ibérique - France, Bruges 1955; t.2: Italie - Colonies italiennes du Levant - Levant latin - Empire byzantin, Gand 1977.
- Ottobah Cugoano, Réflexions sur la traite et l'esclavage des nègres, préf. Elsa Dorlin, La Découverte, Coll. Zones, 2009 ISBN 978-2355220173
- Gabriel Debien, Les Esclaves aux Antilles françaises, s. XVIIe s.XVIIIe, Société d'histoire de la Guadeloupe & Société d'histoire de la Martinique, 1974, 529 p.
- Dominique Rondelot "Robespierre contre l'esclavage" Bulletin de l'AMRID n° 6, avril 1998. Arxivat 2013-06-16 a Wayback Machine.

### Filosofia
- Frantz Fanon

### Arts

#### Pintura
- Jean-Michel Basquiat, Slave Auction, 1982

#### Cinema i televisió
- Stanley Kubrick, Espàrtac, 1960
- Sergio Giral, Cimarron, 1967
- Marlon Brando, Queimada, 1969
- Sergio Giral, El Otro Francisco, 1975
- Tomas Gutierrez Alea, La Ultima Cena, 1976
- Chomsky, Erman, Greene i Moses, Roots, (sèrie de TV americana adaptada de la novel·la homònima d'Alex Haley), 1977
- Sergio Giral, Maluala, 1979
- Carlos Diegues, Quilombo, 1984
- Julie Dash, Daughters of the Dust, 1991
- Hailé Gerima, Sankofa, 1993
- Charles Burnett, Nightjohn, 1996
- Steven Spielberg, Amistad, 1997
- Jonathan Demme, Beloved, 1998 (adaptada de la novel·la de Toni Morrison)
- Kevin Willmott, C.S.A.: The Confederate States of America, 2004 (fals documental)
- Owen 'Alik Shahadah, 500 Years Later, 2005
- Sérgio Bianchi, Quanto Vale ou É por Quilo, 2005
- Michael Apted, Amazing Grace, 2006
- Marco Kreuzpaintner, Trade, 2007
- Antoine Vitkine, Les Esclaves oubliés, (la història del tràfic d'esclaus atlàntica i oriental), 2008